# Christine Grant
Christine Margaret Grant (ur. 20 października 1962 w Queenstown) – nowozelandzka narciarka alpejska, olimpijka.
W Sarajewie zajęła 26. miejsce w zjeździe. Z udziału w kolejnych igrzyskach wyeliminowała ją kontuzja.
Siostra Bruce’a Granta, alpejczyka olimpijczyka.